# Бирючев, Фёдор Михайлович
Фе́дор Миха́йлович Би́рючев (род. 22 ноября 1993, Евпатория, Республика Крым) ― украинский и российский пианист и композитор. Внук скульптора, Заслуженного художника РСФСР Зайкова Виталия Семёновича.

## Биография
Родился 22 ноября 1993 году в Евпатории в творческой семье: его дедушка — советский и российский скульптор, Заслуженный художник РСФСР Виталий Семенович Зайков, мама и бабушка — профессиональные музыканты.
Благодаря поддержке близких Фёдор начал свой музыкальный путь в раннем детстве. Учась в музыкальной школе, начал принимать участие в различных международных конкурсах как пианист и композитор. Первое сочинение написал для вокального ансамбля, в котором пел и сам, на стихи Сергея Есенина «Берёза».
В 2006 году в составе группы по изучению английского языка совершил поездку в Великобританию, где проживал в течение месяца в англоговорящей семье в Лондоне. В 2008 году в составе вокального ансамбля Евпаторийской детской школы искусств «Весёлые нотки» (рук. Зайкова Л. Ю., бабушка Фёдора) совершил поездку в Италию с целью выступления на Международном молодёжном фестивале (Festival Internazionale dei Giovani) в Феррьере и городе Пьяченца. На этом фестивале выступали различные творческие коллективы со всего мира, ансамбль «Весёлые нотки» получил Гран-при.
В 2010 году окончил Евпаторийскую физико-математическую школу № 6, математический класс, с грамотой «За особые достижения в области русской литературы», поступил в Таврический национальный университет им. В. И. Вернадского, где изучал ландшафтную архитектуру.
В 2012 году после участия в фортепианном конкурсе имени С. Рахманинова в Симферополе получил приглашение поступить на первый курс консерватории, несмотря на то, что он не имел за плечами музыкального училища.
В 2013 году начал обучение по специальности «фортепиано» на Симферопольском факультете Донецкой консерватории, которое после окончания Таврического национального университета в 2014 году, продолжил в Краснодарском государственном институте культуры (педагог Рыбальская Е. В.), а затем в Московском Государственном Институте Культуры. Переезд в Москву состоялся в 2016 году. Окончил Московский Государственный Институт Культуры в 2019 году. Обучался у Заслуженного артиста Российской Федерации, профессора Московской государственной консерватории имени П. И. Чайковского И. Л. Котляревского. Принимал участие в Narnia Arts Academy в Нарни (Италия), где обучался у пианистки, выпускницы Манхэттенской и Берлинской высшей школы музыки Кристианы Пегораро.

## Творчество
В 2014 году сотрудничал с дирижёром оркестра Крымской филармонии, Заслуженным артистом Украины Николаем Антоненко, выступал с ним в Ливадийском дворце в Ялте, в 2015 — с финалистом шоу «Минута Славы» и «Україна має талант-3» Тимофеем Винковским Архивная копия от 30 сентября 2020 на Wayback Machine, в 2016 — с Заслуженной артисткой России и режиссёром Ольгой Панкратовой. В этом же году выпустил свой первый альбом «Breath of Love» («Дыхание Любви»), презентовав его на нескольких площадках в Крыму, среди которых были Евпаторийский театр имени А. С. Пушкина, Центральный музей Тавриды и Севастопольский центр культуры и искусств.
В 2017 году вышел второй диск «By the Sea» («На побережье»), который стал новой ступенью в творчестве композитора. В этой пластинке автор обратился к морю как к явлению, которое тесно и глубоко связано с его жизнью с самого детства, так как он родился и вырос на берегу Чёрного моря.
Презентации альбома в 2017 году состоялись в Москве, Санкт-Петербурге в Соборе Святых Петра и Павла и Хельсинки. С этого времени начинается международная карьера музыканта. В 2018—2020 гг. композитор представил свой второй альбом на концертах во многих странах Европы и Азии, среди которых: Франция (совместный концерт в Cité Internationale des Arts с приглашенным солистом Большого театра, арфистом Александром Болдачёвым в рамках Международного дня фортепиано Архивная копия от 22 сентября 2020 на Wayback Machine), Испания (концерт в Барселоне), Германия (концерты в Берлине и Бонне), Италия (концерт и участие в качестве лектора совместно с профессором Консерватории Санта-Чечилия, композитором, советником Издательского дома Рикорди Маурицио Габриэли Архивная копия от 9 августа 2020 на Wayback Machineв дискуссии, посвященной новой академической музыке в РЦНК в Риме, и концерт в Милане), Нидерланды, Индия (концерт в Нью-Дели) и Таиланд (серия концертов в Бангкоке и на острове Ко Мак), а также на европейских фестивалях: Narnia Festival (Нарни), Kaltern Pop Festival (Кальдаро-сулла-Страда-дель-Вино), Piano Day Festival в Амстердаме и на Gamma Festival Архивная копия от 13 сентября 2020 на Wayback Machine в Санкт-Петербурге. В России выступления Фёдора Бирючева также прошли на различных концертных площадках Москвы и Санкт-Петербурга, таких как: «Зелёный Театр ВДНХ», «Музей современного искусства „Эрарта“», «Дворец Белосельских-Белозерских» и др. Сотрудничал с оркестром «Северная Симфониетта» под руководством дирижёра Фабио Мастранджело.
В 2018 году выступил в роли саунд-продюсера первой классической оперы в иммерсивном формате «Пиковая дама» в Москве, где сотрудничал с оркестром «New Classical Band», дирижёрами Андреем Рейном, Николаем Цинманом, артистами Большого Театра и вокалистом Петром Наличем. Этот проект стал лауреатом III Национальной оперной премии «Онегин» Архивная копия от 15 мая 2021 на Wayback Machine в номинации «Событие. Оперное притяжение».
В 2020 году совместно с поэтом Евгением Соей был выпущен третий альбом «Держи чистосердечное». В 2021 году Федор Бирючев получает стипендию для обучения в магистратуре по композиции в консерватории Лисеу в Барселоне. В 2023 году после окончания консерватории переехал в Лондон, получив Global Talent visa UK.

## Увлечения
Играет на гитаре. Имеет разряд по шахматам.

## Дискография
Альбомы
- Дыхание любви (Breath of Love), 2016
- На побережье (By the Sea), 2017
- Держи чистосердечное (Let me be frank), (совместно с поэтом Евгением Соей), 2020
- Старые фотографии (Old Photographs), 2022
- Дневник с Ближнего Востока (Middle East Diary), 2023

Синглы
- Из открытого космоса (From the Open Space), (feat. [[Symphocat]]), 2018
- Один день в Париже (One Day in Paris), (feat. Александр Болдачёв), 2019
- Зимние дни (Winter Days), 2022